# Vecht en Dijk
Buitenplaats Vecht en Dijk ligt aan de Straatweg 68 te Maarssen in de Nederlandse gemeente Stichtse Vecht. Deze buitenplaats lag naast de buitenplaats Op Buuren aan de Vecht. 
Vecht en Dijk is vermoedelijk in de 18e eeuw gebouwd en was net als buitenplaats Op Buuren een aanzienlijke buitenplaats.
Het huis Vecht en Dijk kreeg in 1861 een gietijzeren theekoepel vervaardigd door de firma Nering en Co te Deventer. De theekoepel is in 1997 verhuisd en is nu te vinden bij buitenplaats Gansenhoef  met een tuin die de naam Gansenhoeck draagt aan het Zandpad 29 in Maarssen.
In de jaren 1980 verrees de Zuilensebrug ernaast. De buitenplaats Vecht en Dijk dient nu als appartementencomplex.

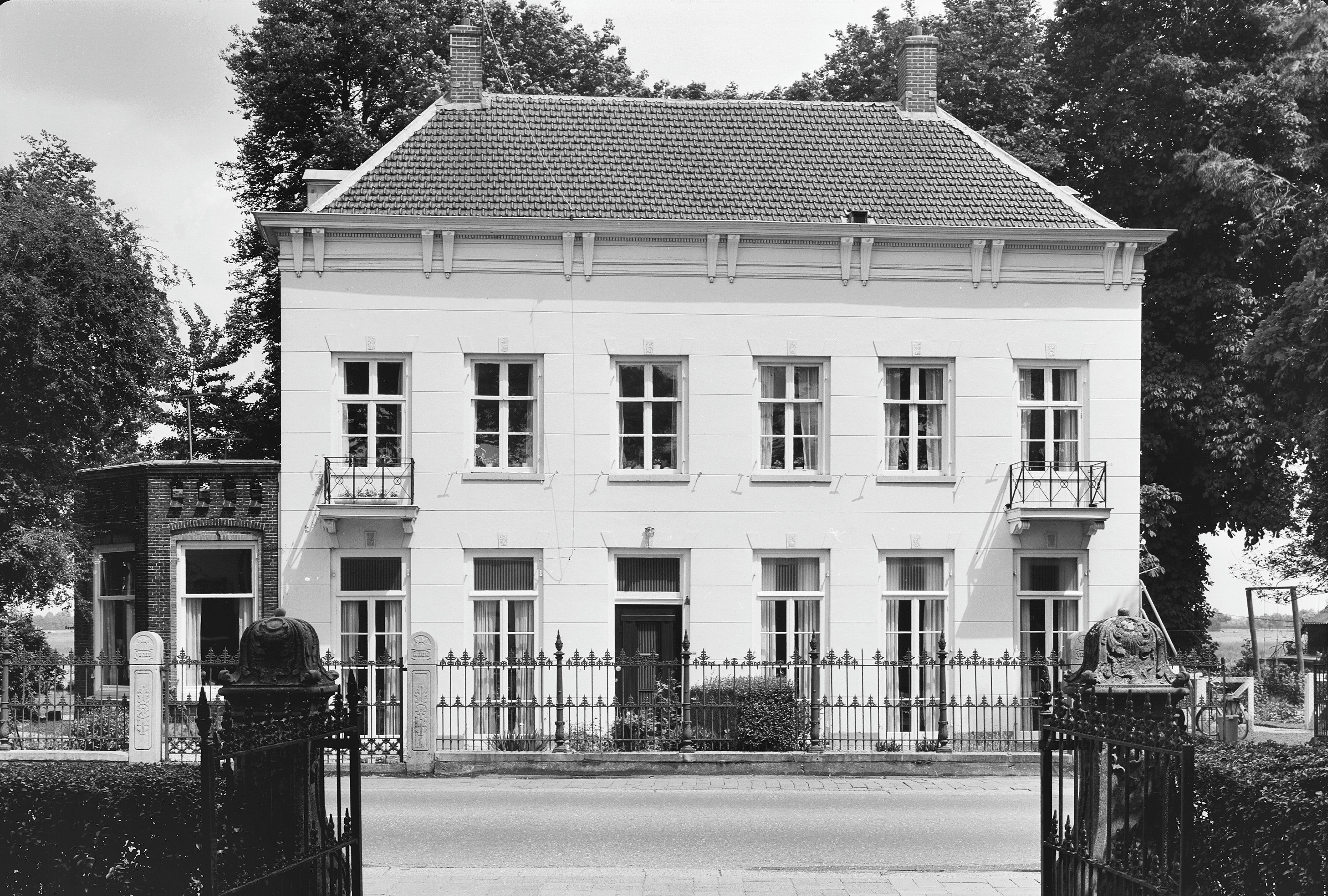
Vecht en Dijk gezien vanaf de Straatweg in 1968.
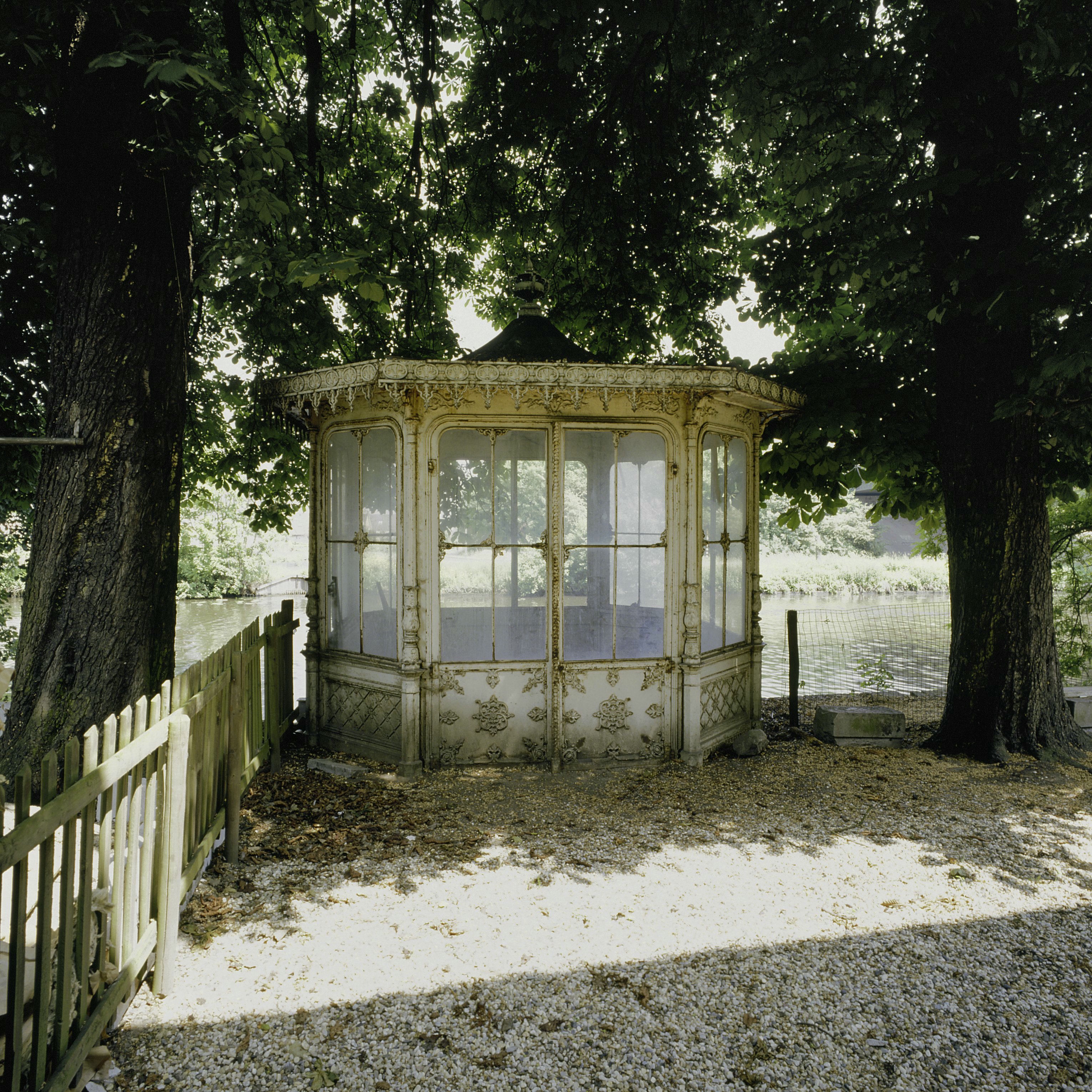
Tuinkoepel die deel uitmaakte van Vecht en Dijk

Beek en Hof · 
Bijdorp · 
Boom en Bosch · 
Cromwijck ·
Cronenburgh · 
Daelwijck · 
De Nes · 
Doornburgh · 
Elsenburg · 
Gansenhoef ·
Geesbergen · 
Goudestein ·
Groenevecht ·
Hazenburg ·
Herteveld ·
Hofwerk · 
Hoogevecht ·
Huis ten Bosch ·
Leeuw en Vecht · 
Leeuwenburg · 
Middenhoek · 
Nieuwerhoek · 
Oostervecht · 
Op Buuren · 
Otterspoor ·
Oud Over · 
Ouderhoek · 
Over-Holland · 
Petersburg ·
Queekhoven · 
Raadhoven · 
Richmond ·
Roosendaal · 
Rupelmonde · 
Slangevecht · 
Slotzicht ·
Soetendaal · 
Sterreschans · 
Swaenenvecht · 
Ter Meer · 
Vecht en Dijk · 
Vecht en Hoff ·  
Vechtenstein · 
Vechtevoort · 
Vechtoever · 
Vechtstroom ·  
Vechtvliet · 
Vijverhof · 
Villa Nova ·
Vredenhoef ·
Vreedenhoff ·
Vreedenhorst ·
Vreedenoord ·
Wallestein ·
Zijdebalen ·
Zuylenburgh ·
Zwaanwijck